# Aphis veroniciphaga
Aphis veroniciphaga är en insektsart som beskrevs av Kim och W. Lee 2006. Aphis veroniciphaga ingår i släktet Aphis och familjen långrörsbladlöss. Inga underarter finns listade i Catalogue of Life.